# Grammy Awards 1977
1977 wurden in den USA zum 19. Mal Musikschaffende mit dem bedeutenden Musikpreis, dem Grammy, ausgezeichnet.
Es gab bei den Grammy Awards 1977 49 Kategorien aus 16 Feldern.

## Hauptkategorien
Single des Jahres (Record of the Year):
- This Masquerade von George Benson

Album des Jahres (Album of the Year):
- Songs in the Key of Life von Stevie Wonder

Song des Jahres (Song of the Year):
- I Write the Songs von Barry Manilow (Autor: Bruce Johnston)

Bester neuer Künstler (Best New Artist):
- Starland Vocal Band

## Pop
Beste weibliche Gesangsdarbietung – Pop (Best Pop Vocal Performance, Female):
- Hasten Down the Wind von Linda Ronstadt

Beste männliche Gesangsdarbietung – Pop (Best Pop Vocal Performance, Male):
- Songs in the Key of Life von Stevie Wonder

Beste Darbietung eines Duos oder einer Gruppe mit Gesang – Pop (Best Pop Performance By A Duo Or Group With Vocals):
- If You Leave Me Now von Chicago

Beste Instrumentaldarbietung – Pop (Best Pop Instrumental Performance):
- Breezin’ von George Benson

## Rhythm & Blues
Beste weibliche Gesangsdarbietung – R&B (Best R&B Vocal Performance, Female):
- Sophisticated Lady (She's A Different Lady) von Natalie Cole

Beste männliche Gesangsdarbietung – R&B (Best R&B Vocal Performance, Male):
- I Wish von Stevie Wonder

Beste Darbietung eines Duos oder einer Gruppe mit Gesang – Pop (Best R&B Performance By A Duo Or Group With Vocals):
- You Don't Have To Be A Star (To Be In My Show) von Marilyn McCoo & Billy Davis junior

Beste Instrumentaldarbietung – R&B (Best R&B Instrumental Performance):
- Theme From ‘Good King Bad’ von George Benson

Bester R&B-Song (Best R&B Song):
- Lowdown von Boz Scaggs (Autoren: Boz Scaggs, David Paich)

## Country
Beste weibliche Gesangsdarbietung – Country (Best Country Vocal Performance, Female):
- Elite Hotel von Emmylou Harris

Beste männliche Gesangsdarbietung – Country (Best Country Vocal Performance, Male):
- (I'm A) Stand By My Woman Man von Ronnie Milsap

Beste Countrygesangsdarbietung eines Duos oder einer Gruppe (Best Country Vocal Performance By A Duo Or Group):
- The End Is Not In Sight (The Cowboy Tune) von Amazing Rhythm Aces

Bestes Darbietung eines Countryinstrumentals (Best Country Instrumental Performance):
- Chester And Lester von Chet Atkins & Les Paul

Bester Countrysong (Best Country Song):
- Broken Lady von Larry Gatlin

## Jazz
Beste Jazz-Gesangsdarbietung (Best Jazz Vocal Performance):
- Fitzgerald And Pass ... Again von Ella Fitzgerald

Beste Jazz-Darbietung eines Solisten (instrumental) (Best Jazz Performance By A Soloist, Instrumental):
- Basie And Zoot von Count Basie

Beste Jazz-Darbietung einer Gruppe (Best Jazz Performance By A Group):
- The Leprechaun von Chick Corea

Beste Jazz-Darbietung einer Big Band (Best Jazz Performance By A Big Band):
- The Ellington Suites von Duke Ellington

## Gospel
Beste Gospel-Darbietung ohne Soul-Gospel (Best Gospel Performance, Other Than Soul Gospel):
- Where The Soul Never Dies von den Oak Ridge Boys

Beste Soul-Gospel-Darbietung (Best Soul Gospel Performance):
- How I Got Over von Mahalia Jackson

Beste Inspirational-Darbietung (Best Inspirational Performance):
- The Astonishing, Outrageous, Amazing, Incredible, Unbelievable, Different World Of Gary S. Paxton von Gary S. Paxton

## Latin
Beste Latin-Aufnahme (Best Latin Recording)
- Unfinished Masterpiece von Eddie Palmieri

## Folk
Beste Ethnofolk- oder traditionelle Folk-Aufnahme (Best Ethnic Or Traditional Recording):
- Mark Twang von John Hartford

## Für Kinder
Beste Aufnahme für Kinder (Best Recording For Children):
- Prokofjew: Peter und der Wolf / Saint-Saëns: Karneval der Tiere von Hermione Gingold und den Wiener Philharmonikern unter Leitung von Karl Bohm

## Sprache
Beste gesprochene Aufnahme (Best Spoken Word Recording):
- Great American Documents von Henry Fonda, Helen Hayes, James Earl Jones und Orson Welles

## Comedy
Beste Comedy-Aufnahme (Best Comedy Recording):
- Bicentennial Nigger von Richard Pryor

## Musical Show
Bestes Cast-Show-Album (Best Cast Show Album):
- Bubbling Brown Sugar von verschiedenen Interpreten (Produzenten: Luigi Creatore, Hugo Peretti)

## Komposition / Arrangement
Beste Instrumentalkomposition (Best Instrumental Composition):
- Bellavia (Komponist: Chuck Mangione)

Album mit der besten Originalmusik geschrieben für einen Film oder ein Fernsehspecial (Album of Best Original Score Written for a Motion Picture or a Television Special):
- Car Wash von Rose Royce (Komponist: Norman Whitfield)

Bestes Instrumentalarrangement (Best Instrumental Arrangement):
- Leprechaun’s Dream (Arrangeur: Chick Corea)

Bestes Arrangement mit Gesangsbegleitung (Best Arrangement Accompanying Vocals):
- If You Leave Me Now von Chicago (Arrangeure: James William Guercio, Jimmie Haskell)

Bestes Gesangsarrangement (Duo, Gruppe oder Chor) (Best Arrangement for Voices – Duo, Group or Chorus):
- Afternoon Delight von der Starland Vocal Band

## Packages und Album-Begleittexte
Bestes Album-Paket (Best Album Package):
- Chicago X von Chicago

Bester Album-Begleittext (Best Album Notes):
- The Changing Face Of Harlem, The Savoy Sessions von verschiedenen Interpreten (Verfasser: Dan Morgenstern)

## Produktion und Technik
Beste technische Aufnahme, ohne klassische Musik (Best Engineered Recording, Non-Classical):
- Breezin’von George Benson (Technik: Al Schmitt)

Beste technische Klassikaufnahme (Best Engineered Recording, Classical):
- George Gershwin: Rhapsody In Blue von George Gershwin und der Columbia Jazz Band unter Leitung von Michael Tilson Thomas (Technik: Edward T. Graham, Milton Cherin, Ray Moore)

Produzent des Jahres (Best Producer Of The Year):
- Stevie Wonder

## Klassische Musik
Bestes Klassik-Album (Best Classical Album):
- Beethoven: Die fünf Klavierkonzerte von Arthur Rubinstein und dem London Philharmonic Orchestra unter Leitung von Daniel Barenboim

Beste klassische Orchesterdarbietung (Best Classical Orchestral Performance):
- Strauss: Also sprach Zarathustra vom Chicago Symphony Orchestra unter Leitung von Georg Solti

Beste Opernaufnahme (Best Opera Recording):
- Gershwin: Porgy and Bess von Leona Mitchell, Willard White und dem Cleveland Orchestra unter Leitung von Lorin Maazel

Beste Chor-Darbietung, Klassik (ohne Oper) (Best Choral Performance, Classical, Other Than Opera):
- Rachmaninow: Die Glocken vom London Symphony Orchestra und Chor unter Leitung von André Previn

Beste Soloinstrument-Darbietung mit Orchester (Best Classical Performance, Instrumental Soloist or Soloists with Orchestra):
- Beethoven: Die fünf Klavierkonzerte von Arthur Rubinstein und dem London Philharmonic Orchestra unter Leitung von Daniel Barenboim

Beste Soloinstrument-Darbietung ohne Orchester (Best Classical Performance, Instrumental Soloist or Soloists without Orchestra):
- Horowitz Concerts 1975/76 von Vladimir Horowitz

Beste Kammermusik-Darbietung (Best Chamber Music Performance):
- The Art Of Courtly Love von Early Music Consort Of London unter Leitung von David Munrow

Beste klassische Solo-Gesangsdarbietung (Best Classical Vocal Soloist Performance):
- Music of Victor Herbert von Beverly Sills

## Special Merit Awards
Der Grammy Lifetime Achievement Award wurde 1977 nicht vergeben.
Trustees Award
- Thomas Edison
- Leopold Stokowski